# Bodensee-Schule St. Martin
Die Bodensee-Schule St. Martin (benannt nach dem heiligen Martin von Tours) ist eine katholische Grund- und Hauptschule mit Werkrealstufe  und angeschlossenem sozialwissenschaftlichen Gymnasium in Friedrichshafen am Bodensee. Der Unterricht basiert auf dem Marchtaler Plan.
Träger ist seit 2007 die Bodensee-Schule St. Martin Schulstiftung (rechtsfähige Stiftung kirchl. Rechts). Die Stiftung wurde im November 2007 vom Rottenburger Bischof Gebhard Fürst errichtet und soll den Erhalt der Schule auch in der Zukunft sichern.
Der bisherige Trägerverein Freies kath. Schulwerk Friedrichshafen e.V. wurde in einen Elternverein umgewandelt.

## Geschichte
Im Februar 1970 wurde der Trägerverein gegründet, der bereits im Mai zusammen mit den Architekten Hahn und Juli mit den Planungen begann. Im September wurde Hermann Witzel, der erste Rektor, angestellt. Die Bauarbeiten wurden von der Stadt Friedrichshafen genehmigt und so wurde am 15. September 1971 das Richtfest gefeiert. Fünf Tage später wurde der Unterrichtsbetrieb mit 541 Grundschülern in 16 Schulklassen und 19 Lehrern aufgenommen.
Ein Jahr später wurde auch die Hauptschule eröffnet und der Ganztagesbetrieb aufgenommen. 1973 wurden die Bauarbeiten an der Turnhalle abgeschlossen, 1974 die Außenanlage. Da der Staat die Kosten für Realschule und Gymnasium nicht deckte, wurden die ursprünglichen Pläne eines katholischen Bildungszentrums verworfen. Stattdessen beschäftigten sich die Verantwortlichen damit, Konzepte zu erarbeiten, um die Hauptschule zu stärken und gaben im Mai 1974 den ersten Schulentwicklungsplan für freie Katholische Schulen heraus.
1975 fand in der Bodenseeschule der erste Weihnachtsmarkt statt. Er ist eine Veranstaltung, die sich bis heute bewährt hat und immer noch fortgeführt wird. Im Jahr 1981 wurde eine große Festwoche zum zehnjährigen Jubiläum gefeiert und die Kapelle eingeweiht. Außerdem wurde die Schule dem heiligen Martin geweiht, dessen Namen sie noch heute trägt. Nach jahrelangen Bemühungen konnte 1993 endlich ein 10. Schuljahr und damit die Werkrealstufe eingerichtet werden. Nach einigen Umbaumaßnahmen konnte 1999 das neue Hauswirtschaftsgebäude und 2006 das „Haus der Sinne“, das mit unter anderem mit Musikräumen, einer Cafeteria und einem Meditationsraum ausgestattet war, eröffnet werden.

## Abschlüsse
Auf der Bodensee-Schule St. Martin können folgende staatlich anerkannte Schulabschlüsse gemacht werden:
- nach der 9. Klasse: Hauptschulabschluss
- nach der 10. Klasse: Mittlere Reife (Werkrealabschluss)
- nach der 12. Klasse: Fachhochschulreife
- nach der 13. Klasse: Abitur

## Unterrichtsform
Der Unterricht an der Bodensee-Schule beinhaltet die drei Elemente des Marchtaler Plans sowie den Fachunterricht. Zu diesen kommen noch Mittagsfreizeit, Freizeiterziehung und Handwerkserziehung hinzu.

### Morgen- und Abschlusskreis
Jede Schulwoche wird mit dem Morgenkreis eröffnet. Hier werden die Sinne der Schüler und ihre Gaben in den Mittelpunkt gestellt und oft auch einzeln angesprochen. Ein anderes wichtiges Element ist die Stille, die benutzt wird, um nachzudenken und sich auf die kommende Woche einzustellen. Auch das Unterrichtsthema wird in den Morgenkreis eingebunden und in einen größeren Zusammenhang gestellt. Ergänzend dazu, findet am Ende der Woche ein Abschlusskreis statt, in dem die vergangene Woche reflektiert wird. Auch das Danken für das Erreichte spielt eine große Rolle.

### Freie Stillarbeit
Die Freie Stillarbeit ist Arbeiten in einer durch den Lehrer vorbereiteten Umgebung. Das Kind kann sein Thema, mit dem es sich beschäftigen will, frei wählen. Die Arbeit muss nicht nach den üblichen 45 Minuten beendet sein, sondern kann sich über größere Zeitabschnitte hinziehen. Auch die Art der Beschäftigung mit dem Thema und die Partnerwahl sind frei. Damit sollen die Kinder individueller angesprochen werden und ihre Selbstständigkeit und Eigeninitiative werden gefördert.

### Vernetzter Unterricht
Hier werden die Lerninhalte nicht in Fächer gegliedert. Stattdessen wird ein Thema aus mehreren Winkeln betrachtet und verknüpft. Diese vernetzten Fächer sind: Deutsch, Religionslehre, Heimat- und Sachunterricht, Geschichte, Gemeinschaftskunde, Wirtschaftslehre, Informatik, Erdkunde, Physik, Chemie und Biologie, sowie bei Bedarf auch Bildende Kunst, Musik, Textiles Werken, Hauswirtschaft und Technik. Mathematik dagegen ist meist in der freien Stillarbeit wieder zu finden.

### Fachunterricht
Natürlich können nicht alle Fächer miteinander vernetzt werden. Mathematik gehört zur freien Stillarbeit, Englisch und Sport werden immer als Fachunterrichte gegeben, da sie von einer Fachkraft besser gelehrt werden können. Technik, Informatik, Hauswirtschaft und Textiles Werken werden auch als Fachunterricht gelehrt, sollten aber wenn möglich ins Thema des Vernetzten Unterrichts mit einbezogen werden.

### Mittagsfreizeit
Mittagsfreizeit (bei den Schülern bekannt als MFZ) ist eine andere Bezeichnung für die Mittagspause. Sie beginnt mit dem Mittagessen. Im großen Speisesaal treffen sich dann alle Schüler und essen gemeinsam. Dabei wird großen Wert auf Tischregeln gelegt, wie das gemeinsame Aufstehen nach dem Essen. Danach bleibt viel freie Zeit, die die Schüler selbst gestalten können. Es gibt eine Vielzahl an Sportangeboten, z. B. Fußball auf dem großen Sportplatz oder Brettspiele, Lesen oder ein einfacher Spaziergang auf dem weiträumigen Schulgelände oder im Wald.
Die MFZ gilt ab der dritten bis zur zehnten Klasse.

### Handwerkserziehung
Für die Hauptschüler wird ein Nachmittag pro Woche für Handwerkserziehung verwendet. Dabei bekommen sie verschiedene AGs (Arbeitsgemeinschaften), wie zum Beispiel Tonarbeit, Textiles Arbeiten oder Buchbinden. Die AGs wechseln nach einem Terzial.
In den höheren Klassen steht auch die Möglichkeit verschiedener Praktika offen. In der achten Klasse beispielsweise ein dreiwöchiges Betriebspraktikum. In der neunten Klasse fertigen die Schüler dann verschiedene Jahresarbeiten an. Mittlerweile ist sie als Projektprüfung und damit als Teil der Abschlussprüfung staatlich anerkannt. Die Schüler wählen ein Thema, das nicht Teil des Unterrichts sein muss, und legen dazu eine Arbeit an. Dies ist eine Weiterentwicklung der Freien Stillarbeit, da die Schüler hier ihr ganzes Jahr planen können und somit eine bessere zeitliche Wahlmöglichkeiten haben.
Am Tag der Ausstellung werden die Arbeiten der Öffentlichkeit präsentiert. Die Jahresarbeit wird in einen theoretischen und einen praktischen Teil gegliedert. Die Arbeit wird geplant und beschrieben und schließlich angefertigt. Beispiele für solche Jahresarbeiten sind das Töpfern eines Teeservices oder das Nähen eines Kleidungsstücks – aber auch Bauten aus Holz oder Ähnlichem.

### Freizeiterziehung
Ein weiterer Nachmittag wird für die Freizeiterziehung verwendet. Die Schüler erhalten sozusagen Freizeit in der Schule, natürlich in einem vorgegebenen Rahmen. Hier wählen sie ebenfalls halbjahresweise ihr Programm aus den folgenden Bereichen: Sport, Spiel, Theater, Zirkus, Musik, Bildhaftes Gestalten, Textiles Werken, Musisches Werken, Technik, Neue Medien, Natur, Umwelt und Soziales. Das Erziehungsziel ist eine sinnvolle Freizeitgestaltung, sowie Disziplin, Konzentration, Geduld, Genauigkeit und Ausdauer.

### Familienklassen
In der Grundschule gibt es jahrgangsgemischte Klassen, die so genannten Familienklassen. Sie bestehen aus zwei Jahrgängen: Erstklässler mit Drittklässler oder Zweitklässler mit Viertklässler. Zu einer Familienklasse gehört immer ein Klassenlehrer, also eine ständige Bezugsperson. Die Klassen sind pädagogisch sinnvoll, da die Älteren einer Klasse den Jüngeren helfen können und so eine Arbeitsgemeinschaft bilden. Die Viertklässler oder Drittklässler und die Erst- oder Zweitklässler sollen miteinander üben.

### Zeugnisse
Die Bodensee-Schule folgt dem Grundsatz Pestalozzis, der sagt:
„Vergleiche nie ein Kind mit einem anderen Kind.“
Deshalb wird auch im Zeugnis auf Noten nicht viel Wert gelegt. Stattdessen enthält die Zeugnismappe einen persönlichen Brief, den der Klassenlehrer und die Fachlehrer verfassen, Berichte über die Arbeit des Schülers in Handwerks- und Freizeitgruppen sowie Arbeitsgemeinschaften und Berichte über die Teilnahme an Projekten und außerschulischen Veranstaltungen. Zusätzlich wählt der Schüler wertvolle Arbeiten, die er im vergangenen Schuljahr angefertigt hat, um sie den Lehrern, den Eltern und den Mitschülern vorzustellen.

## Veranstaltungen in der Bodensee-Schule
Durch den großen Schulkomplex und die vielen gut ausgestatteten Räume ist die Bodensee-Schule ein idealer Ort für schulische und außerschulische Veranstaltungen.

### mcm-Festival

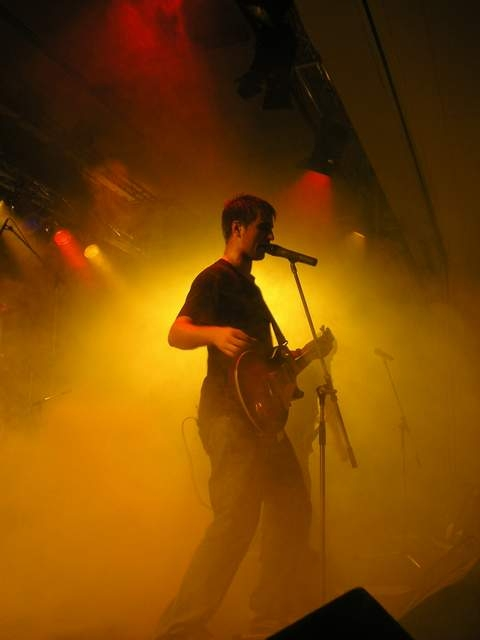
MCM Festival 2004 im Speisesaal

Das mcm Festival, ein Musik-Festival, das die ökumenische Jugendinitiative MCM (modern-christian-music) veranstaltet, fand 14 Jahre lang (2000 – 2014) in der Bodensee-Schule statt. Meist wurden mittags schon Workshops sowie ein Sportturnier angeboten. Abends begann dann das zweitägige Festival mit einem ökumenischen Jugendgottesdienst. Es traten verschiedene lokale und nationale Bands aus ganz Deutschland, Österreich, Italien, Frankreich und der Schweiz auf, die christliche Musik (Rock und Hip-Hop u. a.) bis in die späte Nacht spielten.

### Vorweihnachtliches Schulfest
Für dieses Fest, das am Samstag vor dem ersten Advent stattfindet, bereitet jede Klasse einen Programmpunkt in ihrem Klassenzimmer vor. Dabei wird Wert darauf gelegt, dass das Angebot vielfältig ist. Es reicht von Theaterstücken und Ausstellungen verschiedener Schülerarbeiten bis zu Bastelaktionen. Zudem findet ein Weihnachtsmarkt statt. Das Fest ist der erste Höhepunkt des Schuljahres.

### Theaterfestival
Die Theatertage am See sind ein theaterpädagogisches Fortbildungsangebot, das seit 1984 jährlich stattfindet. Das Festival, bei dem Amateurtheaterspieler teilnehmen, steht jedes Jahr unter einem anderen Motto (2006 unter dem Motto „Musik und Theater“). Dazu werden verschiedene Theaterkurse und Projekte zur Förderung schulischer Theaterarbeit angeboten. Um am Festival teilzunehmen, müssen sich die Amateur- und Schultheatergruppen bewerben.

## Nominierung Deutscher Schulpreis 2006 und 2008
Die Bodenseeschule wurde 2006 und 2008 für den Deutschen Schulpreis nominiert und erhielt jeweils den 6. Platz.

## Weiteres
Die Schule ist Mitglied im Schulverbund 'Blick über den Zaun'. Die Praxis der Schule wird in dem Dokumentarfilm Treibhäuser der Zukunft porträtiert, wodurch die Schule überregionale Bekanntheit erlangte.